# Вошем (Вайомінг)
Вошем (англ. Washam) — переписна місцевість (CDP) в США, в окрузі Світвотер штату Вайомінг. Населення — 39 осіб (2020).

## Географія
Вошем розташований за координатами 41°0′20″ пн. ш. 109°41′58″ зх. д. / 41.00556° пн. ш. 109.69944° зх. д. (41.005564, -109.699355).  За даними Бюро перепису населення США в 2010 році переписна місцевість мала площу 8,10 км², уся площа — суходіл.

## Демографія
Згідно з переписом 2010 року, у переписній місцевості мешкала 51 особа в 26 домогосподарствах у складі 16 родин. Густота населення становила 6 осіб/км².  Було 58 помешкань (7/км²).
Расовий склад населення:
| - 100,0 % — білих |

До двох чи більше рас належало 0,0 %. Частка іспаномовних становила 3,9 % від усіх жителів.
За віковим діапазоном населення розподілялося таким чином: 7,8 % — особи молодші 18 років, 76,5 % — особи у віці 18—64 років, 15,7 % — особи у віці 65 років та старші. Медіана віку мешканця становила 52,2 року. На 100 осіб жіночої статі у переписній місцевості припадало 131,8 чоловіків;  на 100 жінок у віці від 18 років та старших — 123,8 чоловіків також старших 18 років.
Цивільне працевлаштоване населення становило 38 осіб. Основні галузі зайнятості: транспорт — 47,4 %, освіта, охорона здоров'я та соціальна допомога — 26,3 %, сільське господарство, лісництво, риболовля — 26,3 %.